# جائزة الأرجنتين الكبرى 1977
جائزة الأرجنتين الكبرى 1977 هو سباق فورمولا 1 أقيم بتاريخ 9 يناير 1977 في بوينس آيرس. كان الأول من أصل 17 في بطولة العالم لسباقات الفورمولا واحد موسم 1977. حلّ الجنوب أفريقي جودي شيكتر أولا بينما حلّ البرازيلي كارلوس بيس في المركز الثاني والأرجنتيني كارلوس ريوتيمان ثالثا.